# Мост Наньси
Мост Наньси (кит. 南溪长江大桥) — висячий мост, пересекающий реку Янцзы, расположенный на территории района Наньси городского округа Ибинь; 16-й по длине основного пролёта висячий мост в Китае. Является частью национальной скоростной кольцевой автодороги G93 Чэнду—Чунцин.

## Характеристика
Длина — 1 295 м, длина основного пролёта 820 м.
Строительство моста обошлось в 660 млн юаней.